# Erste Liga (Eishockey) 2017/18
Die Spielzeit 2017/18 ist die zehnte Spielzeit der internationalen Liga des ungarischen Eishockeyverbandes. Nach ihrem Namenssponsor Erste Bank heißt die Liga ab 2017 bis 2020 Erste Liga; von 2008 bis 2017 war die Liga als MOL Liga bekannt. An der Liga nehmen neben ungarischen Vertretern Clubs aus Rumänien und erstmals mit dem Farmteam der Vienna Capitals eine österreichische Mannschaft teil. Titelverteidiger ist der DVTK Jegesmedvék.

## Teilnehmer
Meldeschluss für die Liga war der 15. Juni. Neu in der Liga ist eine Mannschaft der Vienna Capitals aus Wien, die aus der bisherigen Juniorenmannschaft in der EBYSL entsteht. Die erst 2016 in die Liga aufgenommenen Mannschaft des HK Belgrad aus Serbien meldete nicht mehr. Der ebenfalls 2016 aufgenommene rumänische Club CSM Dunărea Galați aus Rumänien wurde nach einer Abstimmung der anderen Clubs nicht mehr zugelassen. Der ungarische Club Debreceni HK musste seine Teilnahme trotz einer Fristverlängerung bis Ende Juni aus finanziellen Gründen zurückziehen.
| Nation     | Team                   | Ort            | Heimarena                        | Kapazität |
| ---------- | ---------------------- | -------------- | -------------------------------- | --------- |
| Ungarn     | DVTK Jegesmedvék       | Miskolc        | Miskolci Jégcsarnok              | 1.304     |
| Ungarn     | Dunaújvárosi Acélbikák | Dunaújváros    | Dunaújvárosi Jégcsarnok          | 3.500     |
| Rumänien   | ASC Corona 2010 Brașov | Brașov         | Patinoarul Olimpic Brașov        | 1.800     |
| Ungarn     | Újpesti TE             | Budapest       | Megyeri úti jégpálya             | 2.000     |
| Ungarn     | Ferencváros ESMTK      | Budapest       | Pesterzsébeti Jégcsarnok         | 1.200     |
| Rumänien   | HSC Csíkszereda        | Miercurea Ciuc | Stadion Lajos Vákár              | 1.800     |
| Ungarn     | MAC Budapest           | Budapest       | Tüskecsarnok                     | 2.540     |
| Ungarn     | Fehérvári Titánok      | Székesfehérvár | Eishalle Székesfehérvár          | 3.500     |
| Osterreich | Vienna Capitals II     | Wien           | Albert-Schultz-Eishalle, Halle 3 | 1.000     |

## Hauptrunde

### Tabelle
Stand: 8. Februar 2018
| Rang | Team                    | Sp | S  | SNV | NNV | N  | T   | GT  | TVH  | Punkte |
| ---- | ----------------------- | -- | -- | --- | --- | -- | --- | --- | ---- | ------ |
| 1.   | DVTK Jegesmedvék        | 32 | 24 | 3   | 3   | 2  | 124 | 56  | +68  | 81     |
| 2.   | MAC Budapest            | 32 | 19 | 2   | 3   | 8  | 133 | 81  | +52  | 64     |
| 3.   | Dunaújvárosi Acélbikák  | 32 | 20 | 0   | 1   | 11 | 116 | 89  | +27  | 61     |
| 4.   | UTE                     | 32 | 15 | 4   | 0   | 13 | 106 | 93  | +13  | 53     |
| 5.   | SC Csíkszereda          | 32 | 15 | 2   | 3   | 12 | 115 | 101 | +14  | 52     |
| 6.   | Ferencvárosi Torna Club | 32 | 11 | 2   | 3   | 16 | 102 | 126 | −24  | 40     |
| 7.   | ASC Corona 2010 Brașov  | 32 | 9  | 3   | 4   | 16 | 82  | 96  | −14  | 37     |
| 8.   | Fehérvári Titánok       | 32 | 9  | 4   | 2   | 17 | 98  | 124 | −26  | 37     |
| 9.   | Vienna Capitals II      | 32 | 1  | 1   | 2   | 28 | 51  | 161 | −110 | 7      |

Meisterrunde

## Meisterrunde
Die Teams haben 4-2-1-0 Bonuspunkte nach der regulären Saison erhalten.

### Tabelle
| Rang | Team                   | Sp | S | SNV | NNV | N | T  | GT | TVH | Punkte |
| ---- | ---------------------- | -- | - | --- | --- | - | -- | -- | --- | ------ |
| 1.   | MAC Budapest           | 6  | 5 | 0   | 0   | 1 | 30 | 18 | +12 | 17     |
| 2.   | DVTK Jegesmedvék       | 6  | 4 | 0   | 0   | 2 | 28 | 15 | +13 | 16     |
| 3.   | Dunaújvárosi Acélbikák | 6  | 3 | 0   | 0   | 3 | 25 | 22 | +03 | 10     |
| 4.   | UTE                    | 6  | 0 | 0   | 0   | 6 | 12 | 40 | −29 | 0      |

Playoff-Teilnahme

## Qualifikationsrunde
Die Teams haben 4-2-1-0-0 Bonuspunkte nach der regulären Saison erhalten.

### Tabelle
| Rang | Team                    | Sp | S | SNV | NNV | N | T  | GT | TVH | Punkte |
| ---- | ----------------------- | -- | - | --- | --- | - | -- | -- | --- | ------ |
| 1.   | ASC Corona 2010 Brașov  | 8  | 7 | 1   | 0   | 0 | 37 | 11 | +26 | 24     |
| 2.   | SC Csíkszereda          | 8  | 4 | 0   | 0   | 4 | 30 | 28 | +02 | 16     |
| 3.   | Ferencvárosi Torna Club | 8  | 3 | 0   | 1   | 4 | 24 | 31 | −07 | 12     |
| 4.   | Fehérvári Titánok       | 8  | 3 | 0   | 0   | 5 | 27 | 31 | −04 | 9      |
| 5.   | Vienna Capitals II      | 8  | 2 | 0   | 0   | 6 | 17 | 34 | −17 | 6      |

Playoff-Teilnahme

#### Top-Scorer
Stand: 8. Februar 2018
| Spieler            | Mannschaft        | Sp | T  | V  | Pkt | +/− |
| ------------------ | ----------------- | -- | -- | -- | --- | --- |
| János Vas          | DVTK Jegesmedvék  | 32 | 20 | 21 | 41  | +16 |
| Anže Ropret        | UTE               | 31 | 15 | 23 | 38  | +9  |
| Kelin Ainsworth    | Fehérvári Titánok | 26 | 13 | 25 | 38  | +4  |
| Tomas Klempa       | MAC Budapest      | 31 | 14 | 23 | 37  | +21 |
| Keegan Dansereau   | MAC Budapest      | 31 | 21 | 15 | 36  | +33 |
| Peter Sakaris      | DVTK Jegesmedvék  | 29 | 12 | 24 | 36  | +16 |
| Attila Pavuk       | DVTK Jegesmedvék  | 32 | 13 | 21 | 34  | +23 |
| Jared Brown        | MAC Budapest      | 31 | 10 | 23 | 33  | +17 |
| Derek Schoenmakers | Fehérvári Titánok | 28 | 18 | 14 | 32  | +3  |
| Peter Fabuš        | SC Csíkszereda    | 30 | 18 | 14 | 32  | +26 |